# Čabradský Vrbovok
Čabradský Vrbovok este o comună slovacă, aflată în districtul Krupina din regiunea Banská Bystrica. Localitatea se află la altitudinea de 305 m deasupra n.m., se întinde pe o suprafață de 23,32 km2 și în 2017 număra 234 de locuitori.

## Istoric
Localitatea Čabradský Vrbovok este atestată documentar din 1135.

## Demografie
| An:                | 1994 | 2004   | 2014   | 2024   |
| ------------------ | ---- | ------ | ------ | ------ |
| Număr de persoane: | 289  | 273    | 254    | 230    |
| Diferență:         |      | −5,53% | −6,95% | −9,44% |

| An:                | 2023 | 2024   |
| ------------------ | ---- | ------ |
| Număr de persoane: | 239  | 230    |
| Diferență:         |      | −3,76% |